# Zoo Barcelona
Koordinaten: 41° 23′ 13″ N, 2° 11′ 22″ O
Der Zoo von Barcelona (katalanisch: „Parc Zoològic de Barcelona“, spanisch: „Parque Zoológico de Barcelona“) ist ein Zoo mit etwa 7500 Tieren aus 502 Arten. Er befindet sich auf einem etwa 13 Hektar großen Gelände im südöstlichen Teil des Parc de la Ciutadella, der zuvor für die Weltausstellung 1888 in Barcelona genutzt worden war. Der Zoo wurde im September 1892 eröffnet.

## Bereiche
Die Tiere im Zoo in Barcelona sind den Bereichen Aquarama, Komodos, Titi Monkey Gallery, Small Primates Gallery, Gorilla Enclosure, Palmeral, Aviary, Reptile House, der Farm sowie weiteren Gehegen untergebracht.
Das Aquarama ist das ehemalige Delfinarium, in dem auch Terrarien mit Fröschen, Kröten und anderen Amphibien zu sehen sind. Das Komodos beherbergt Komodowarane, Muntjaks, Reisfinken, Kragentauben und Zweifarben-Fruchttauben.

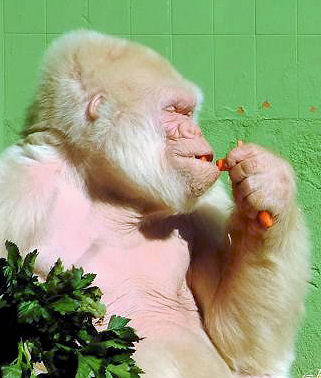
Floquet de Neu im Jahr 2003

In der Titi Monkey Gallery sind Springtamarine, Weißschulterkapuziner, Zwergseidenäffchen, Goldkopflöwenäffchen, Kaiserschnurrbarttamarine, Rothandtamarine und Lisztaffen zu sehen. Die Small Primates Gallery zeigt Brazzameerkatzen, Kleine Weißnasenmeerkatzen, Große Weißnasenmeerkatzen, Zwergmeerkatzen, Berberaffen, Siamangs und Halsbandmangaben.
In der Gorilla Enclosure lebt heute eine Gruppe von sieben Gorillas. Hier war auch das Zuhause des berühmtesten Tiers des Zoos, der weltweit einzige bekannte Albino-Gorilla Floquet de Neu (katalanisch für „Schneeflöckchen“; auf Spanisch „Copito de Nieve“). Floquet de Neu traf am 1. November 1966 in Barcelona ein und lebte 37 Jahre im Zoo von Barcelona.  Im Jahre 2001 wurde bei ihm Hautkrebs diagnostiziert, der nicht mehr geheilt werden konnte, und er musste 2003 eingeschläfert werden. Er war so beliebt, dass er heute noch das Wahrzeichen des Zoos ist.
Nachdem man sich bereits 2017 gegen eine Modernisierung des Delfinariums entschieden hatte, wurden im Juli 2020 die verbliebenen drei Großen Tümmler in den Attischen Zoo nach Spata in Griechenland gebracht; damit endete die Delfinhaltung in Barcelona.

## Diskussion über Umstrukturierung
Am 14. Februar 2019 stimmte der Stadtrat einem Antrag zu, durch den der Zoo massiv reguliert werden sollte. Demnach sollte der Zoo nur noch eine Auswahl von 11 Tierarten halten und die Übrigen ca. 2000 Tiere in Rettungsstationen unterbringen. Auch sollte der Zoo aus allen wissenschaftlichen Zooverbänden austreten.
Gegen diese Entscheidung gab es heftigen Widerstand. Zoofreunde sahen darin eine politische Entscheidung, die von Tierrechtsgruppen eingefädelt sei und die Schließung des Zoos im Sinn habe. Auch der Weltzooverband WAZA schloss sich der Kritik an und rief dazu auf, den Zoo durch eine Petition zu retten. Die Petition wurde (Stand 1. Januar 2021) von über 15.000 Menschen unterschrieben. Ein wesentlicher Kritikpunkt war die Auswahl der Arten, da darunter keine sogenannte Flaggschiffart war, also keine Art, die Menschen in den Zoo lockt. Der Austritt aus den Zooverbänden würde den Zoo außerdem von den Erhaltungszuchtprogrammen und Forschungsprojekten zum Schutz der Arten abschneiden.
International gab es viel Gegenwind von Zooverbänden und Zoos verschiedener Länder. Bürger riefen zu Demonstrationen auf und auch die Zoomitarbeiter demonstrierten. Für sie war es eine Entscheidung gegen Artenschutz, Forschung und Bildung.
Nach Monaten des Streitens entschloss man sich schließlich doch gegen das Konzept der Tierrechtsaktivisten. Stattdessen soll der Zoo in den nächsten Jahren umfassend modernisiert werden.